# Phasi Charoen
Phasi Charoen (thailändisch ภาษีเจริญ) ist eine der 50 Khet (Bezirke) von Bangkok, der Hauptstadt von Thailand. Phasi Charoen ist ein westlich gelegener Stadtdistrikt entlang der Phetkhasem Road.

## Geographie
Phasi Charoen grenzt an sieben andere Bezirke, im Uhrzeigersinn von Norden: Taling Chan, Bangkok Noi, Bangkok Yai, Thonburi, Chom Thong, Bang Bon, und Bang Khae.

## Geschichte
Der Name des Bezirks stammt vom gleichnamigen Khlong Phasi Charoen (คลองภาษีเจริญ), der den Bezirk von Nordost nach Südwest durchfließt. Der Khlong verbindet den Mae Nam Tha Chin (Tha-Chin-Fluss) über den Khlong Bangkok Yai mit dem Mae Nam Chao Phraya.
Der Bezirk wurde im Jahre 1899 als Amphoe Phasi Charoen der Provinz Thonburi gegründet. Im Jahre 1972 wurde er mit einem Teil des Bezirks Taling Chan und einem weiteren von Bang Khun Tien zum Khet Phasi Charoen.

## Sehenswürdigkeiten
- Wat Paknam Phasi Charoen (วัดปากน้ำภาษีเจริญ)
- Wat Apson Sawan (วัดอัปสรสวรรค์)
- Wat Nang Chi Worawihan (วัดนางชีวรวิหาร)
- Wat Nuan Noradit Worawihan (วัดนวลนรดิศวรวิหาร)
- Wat Nimma Noradi (วัดนิมมานรดี)
- Wat Thong Sala Ngam (วัดทองศาลางาม)
- Wat Khuha Sawan (วัดคูหาสวรรค์)

## Feste
Das Chak-Phra-Fest am Wat Nang Chi und Wat Kai Tia (งานชักพระวัดนางชี-วัดไก่เตี้ย) wird jedes Jahr am 16. Tag des zwölften Mondmonats gefeiert (im November – einen Tag nach Loi Krathong). In einer Prozession werden blumengeschmückte Boote mit Buddha-Statuen über die Khlongs vom Wat Nang Chi zum Wat Kai Tia und wieder zurück gerudert.

## Verkehr
Wichtigste Achse des Straßenverkehrs ist die Thanon Phetkasem (Nationalstraße 4), die den Bezirk in west-östlicher Richtung durchquert. Durch Phasi Charoen verläuft die blaue Linie der Bangkoker U-Bahn (MRT) mit den Stationen Bang Phai, Bang Wa, Phetkasem 48 und Phasi Charoen. Bang Wa ist zugleich die Endhaltestelle der Silom-Linie des Skytrain.

## Wirtschaft
Im Bezirk befindet sich das Einkaufszentrum Future Park Bang Khae.

## Verwaltung
Der Bezirk ist in sieben Khwaeng (Unterbezirke) eingeteilt:
| Nr. | Name                     | Thai           | Einw.  |
| --- | ------------------------ | -------------- | ------ |
| 1.  | Bang Wa                  | บางหว้า         | 37.951 |
| 2.  | Bang Duan                | บางด้วน         | 30.189 |
| 3.  | Bang Chak                | บางจาก         | 08.282 |
| 4.  | Bang Waek                | บางแวก         | 19.036 |
| 5.  | Khlong Khwang            | คลองขวาง       | 11.149 |
| 6.  | Pak Khlong Phasi Charoen | ปากคลองภาษีเจริญ | 16.092 |
| 7.  | Khuha Sawan              | คูหาสวรรค์       | 06.860 |